# WTA-toernooi van Jakarta
Het WTA-toernooi van Jakarta was een tennistoernooi voor vrouwen dat van 1993 tot en met 1997 plaatsvond in de Indonesische hoofdstad Jakarta. De officiële naam van het toernooi was Danamon Indonesia Open.
De WTA organiseerde het toernooi, dat laatstelijk in de categorie "Tier IV" viel en werd gespeeld op hardcourt.
Er werd door 32(56) deelneemsters per jaar gestreden om de titel in het enkelspel, en door 16(28) paren om de dubbelspeltitel. Aan het kwalificatietoernooi voor het enkelspel namen 32(64) speelsters deel, met vier(acht) plaatsen in het hoofdtoernooi te vergeven.

## Officiële namen
| 1993      | Indonesian Championships |
| 1994–1995 | Danamon Indonesia Open   |
| 1996–1997 | Danamon Open             |

## Meervoudig winnaressen enkelspel
| speelster    | aantal titels | in de jaren |
| ------------ | ------------- | ----------- |
| Yayuk Basuki | 2             | 1993, 1994  |

## Finales

### Enkelspel
| Datum      | Naam                     | Cat.     | ($)     | Winnares        | Verliezend finaliste | Uitslag       |
| ---------- | ------------------------ | -------- | ------- | --------------- | -------------------- | ------------- |
| 1993-04-26 | Indonesian Championships | Tier IV  | 100.000 | Yayuk Basuki    | Ann Grossman         | 6-4, 6-4      |
| 1994-04-25 | Danamon Indonesia Open   | Tier IV  | 100.000 | Yayuk Basuki    | Florencia Labat      | 6-4, 3-6, 7-6 |
| 1995-01-02 | Danamon Indonesia Open   | Tier III | 161.250 | Sabine Hack     | Irina Spîrlea        | 2-6, 7-6, 6-4 |
| 1996-04-08 | Danamon Open             | Tier III | 164.250 | Linda Wild      | Yayuk Basuki         | walk-over     |
| 1997-04-21 | Danamon Open             | Tier IV  | 107.500 | Naoko Sawamatsu | Yuka Yoshida         | 6-3, 6-2      |

### Dubbelspel
| Datum      | Naam                     | Cat.     | ($)     | Winnaressen                      | Verliezend finalistes            | Uitslag       |
| ---------- | ------------------------ | -------- | ------- | -------------------------------- | -------------------------------- | ------------- |
| 1993-04-26 | Indonesian Championships | Tier IV  | 100.000 | Nicole Arendt Kristine Radford   | Amy deLone Erika deLone          | 6-3, 6-4      |
| 1994-04-25 | Danamon Indonesia Open   | Tier IV  | 100.000 | Nicole Arendt Kristine Radford   | Kerry-Anne Guse Andrea Strnadová | 6-2, 6-2      |
| 1995-01-02 | Danamon Indonesia Open   | Tier III | 161.250 | Claudia Porwik Irina Spîrlea     | Laurence Courtois Nancy Feber    | 6-2, 6-3      |
| 1996-04-08 | Danamon Open             | Tier III | 164.250 | Rika Hiraki Naoko Kijimuta       | Laurence Courtois Nancy Feber    | 7-6, 7-5      |
| 1997-04-21 | Danamon Open             | Tier IV  | 107.500 | Kerry-Anne Guse Kristine Radford | Lenka Němečková Yuka Yoshida     | 6-4, 5-7, 7-5 |